# 古今亭菊太楼
古今亭 菊太楼（ここんてい きくたろう、1968年6月28日 - ）は、落語協会所属の落語家。出囃子は『紀文大尽』。紋は「裏梅」。本名∶西村 一郎。

## 経歴
1968年（昭和43年）6月28日に長崎県で生まれた後、千葉県で育つ。高校卒業後、早稲田大学商学部に進んだがその後中退。
1995年（平成7年）5月、二代目古今亭圓菊に入門し、前座名「菊一」。同年8月に鈴本演芸場にて「寿限無」で初高座を踏む。1999年（平成11年）5月に二ツ目に昇進し「菊可」と改名。
2008年（平成20年）9月21日に三代目三遊亭歌橘、四代目三遊亭歌奴、春風亭百栄、三代目古今亭志ん丸とともに真打に昇進。「古今亭菊太楼」と改名した。

## 人物
趣味∶散歩と掃除。
柳家さん福と二人会を開いている。
古今亭志ん輔、三代目古今亭圓菊と共にシイタケ栽培にハマっている。

## 芸歴
- 1995年5月 - 二代目古今亭圓菊に入門。前座名「菊一」。
- 1999年5月 - 二ツ目に昇進、「菊可」と改名。
- 2008年9月 - 真打昇進、「菊太楼」と改名。

## 出囃子
- きりぎりす（1999年 - 2008年）
- 紀文大尽（2008年 - ）

## 菊太楼の会
お江戸両国亭にて毎月行われている。菊太楼と、前座の菊一は必ず出演。
| 日時           | ゲスト                          | 演目                                                                               |
| -------------- | ------------------------------- | ---------------------------------------------------------------------------------- |
| 2019年11月30日 |                                 | 元犬 - 菊一 抜け雀 - 菊太楼富久 - 菊太楼                                           |
| 2021年2月13日  |                                 | 鰍沢 湯屋番                                                                        |
| 2021年5月22日  | 柳家さん福                      | 出来心 - 菊一 提灯屋 - さん福幾代餅 - 菊太楼                                       |
| 2021年6月26日  |                                 | 巌流島 化け物使い 野晒し                                                           |
| 2021年10月17日 | 古今亭菊生改メ 三代目古今亭圓菊 | ご挨拶 - 菊生・菊太楼 権助芝居 - 菊一 花筏 - 菊太楼時そば - 菊太楼 笠碁 - 圓菊     |
| 2021年11月14日 | 古今亭志ん彌                    | 道具屋 - 菊一 看板のピン - 菊太楼 富久 - 志ん彌お若伊之助 - 菊太楼                 |
| 2022年1月22日  | マギー隆司                      | 子ほめ - 菊一 天狗裁き - 菊太楼 奇術 - マギー隆司都々逸 - 政竹 片棒 - 菊太楼       |
| 2022年2月26日  | 春雨や風子                      | 道灌 - 菊一 河豚鍋 - 菊太楼 宮戸川 - 風子夢金 - 菊太楼                             |
| 2022年3月26日  | 柳家さん福                      | 寿限無 - 菊一 花見酒 - 菊太楼 花見小僧 - さん福かっぽれ - 政竹 花見の仇討 - 菊太楼 |
| 2022年4月23日  | 伊藤夢葉                        | 権助提灯 - 菊一 釜泥 - 菊太楼 奇術 - 夢葉深川 - 政竹 山崎屋 - 菊太楼               |
| 2022年5月22日  | 柳家勧之助                      |                                                                                    |
| 2022年6月11日  | 三遊亭丈助                      |                                                                                    |

## 弟子

### 二ツ目
- 古今亭菊正